# Das Jahr meiner ersten Liebe
Das Jahr meiner ersten Liebe (Originaltitel: The Year My Voice Broke) ist ein australisches Filmdrama aus dem Jahr 1987. Regisseur und Autor John Duigan gewann mit diesem Film 1987 den Australian Film Institute Award für den besten Film. 
Es war der erste Teil einer beabsichtigten Trilogie über das Erwachsenwerden eines etwas unbeholfenen australischen Jungen, basierend auf der Kindheit von Regisseur und Autor John Duigan. Die Trilogie kam nicht zustande. 1991 folgte jedoch ein zweiter Teil über den weiteren Lebensweg von Danny mit dem Titel Flirting – Spiel mit der Liebe.

## Handlung
Der Film spielt im Jahr 1962 in den Southern Tablelands in New South Wales in Australien. Die von der Gastwirtsfamilie Olsen adoptierte 16-jährige Freya und der gleichaltrige, etwas tollpatschige Danny Embling sind von Kindheit an unzertrennlich. Während der Ferien verdienen sich die Jugendlichen bei der Heuernte etwas hinzu. Bei dieser Gelegenheit lernt Freya den etwas älteren Trevor Leishman, Star in der Schul-Rugbymannschaft und wegen seiner Hyperaktivität stets mit dem Gesetz in Konflikt, kennen.
Als der Außenseiter Danny von Mitschülern gehänselt und misshandelt wird, greift Trevor ein und hilft Danny. Als sich Danny, Freya und Trevor im „Geisterhaus“, einem verlassenen Haus außerhalb der Stadt, treffen, muss Danny zu seinem Missfallen feststellen, dass Freya sich in Trevor verliebt hat. Trevor wird nach einem Autodiebstahl in eine Jugendbesserungsanstalt eingeliefert. Danny sieht seine Chancen bei Freya wieder steigen. Während eines Schulballs taucht Trevor wieder auf. Freya vertraut Danny bei einem nächtlichen Spaziergang auf dem Friedhof an, dass sie ein Kind von Trevor erwartet. Auf dem Friedhof fällt ihnen ein unscheinbares Grab einer gewissen „Sarah Elizabeth Ames“ auf, deren Initialen „SEL“ sich auf einem Medaillon befinden, das Freya kurz zuvor aus dem Nachlass einer alten Nachbarin geerbt hat. Danny belauscht ein Gespräch seiner Eltern, und erfährt, dass Sarah Elizabeth Ames ein „leichtes Mädchen“ mit vielen Männerbekanntschaften gewesen sei. 
Er stellt seinen Vater zur Rede, und erfährt, dass Sarah die Mutter von Freya war und bei deren Geburt im „Geisterhaus“, in dem sie wohnte, ums Leben kam. Mittlerweile wird Trevor wegen Raubüberfalls mit Körperverletzung von der Polizei gesucht. Im „Geisterhaus“ trifft Danny Trevor. Danny bringt Freya nachts zu Trevor, bemerkt jedoch nicht, dass Freya von der Polizei observiert wird. Trevor flieht bei einer waghalsigen Flucht mit einem Auto und kommt bei der anschließenden Verfolgungsjagd bei einem Unfall ums Leben. Freya verliert bald darauf ihr ungeborenes Kind und beschließt die Stadt zu verlassen. Danny klärt Freya über ihre wahren Familienverhältnisse auf und begleitet sie zum Bahnhof, wo sie sich voneinander verabschieden. Später am Tag begibt sich Danny an seinen und Freyas Lieblingsplatz in den Hügeln und ritzt Freyas, Trevors und seinen Namen in einen Felsen. Ihm wird klar, dass er Freya nie wieder sehen wird.

## Kritiken
Das Branchenblatt Variety lobte in der Ausgabe vom 1. Januar 1987 die einprägsamen Figuren und deren Verkörperung durch die Jungschauspieler, wobei besonders die Leistung von Noah Taylor in seiner Darstellung des liebeskranken Danny hervorgehoben wurde.
Das Lexikon des internationalen Films beschreibt Das Jahr meiner ersten Liebe als eine „bewegende, melancholische Liebesgeschichte, die durch natürliche Jungdarsteller für sich einnimmt. So wird der Film nicht nur zum idyllischen Porträt vom Ende einer Kindheit, sondern ist auch eine teilweise bissige Satire auf die Bigotterie und Kleinkariertheit der Erwachsenen.“